# Grandrupt-de-Bains
Pour l’article homonyme, voir Grandrupt.
Grandrupt-de-Bains est une commune française située dans le département des Vosges en région Grand Est.

## Géographie

### Localisation
Grandrupt-de-Bains se situe à 13 km de Bains-les-Bains, à 32 km d'Épinal et à 87 km de Nancy.

### Hydrographie et les eaux souterraines
La commune est située dans le bassin versant de la Saône au sein du bassin Rhône-Méditerranée-Corse. Elle est drainée par le ruisseau des Bocards.

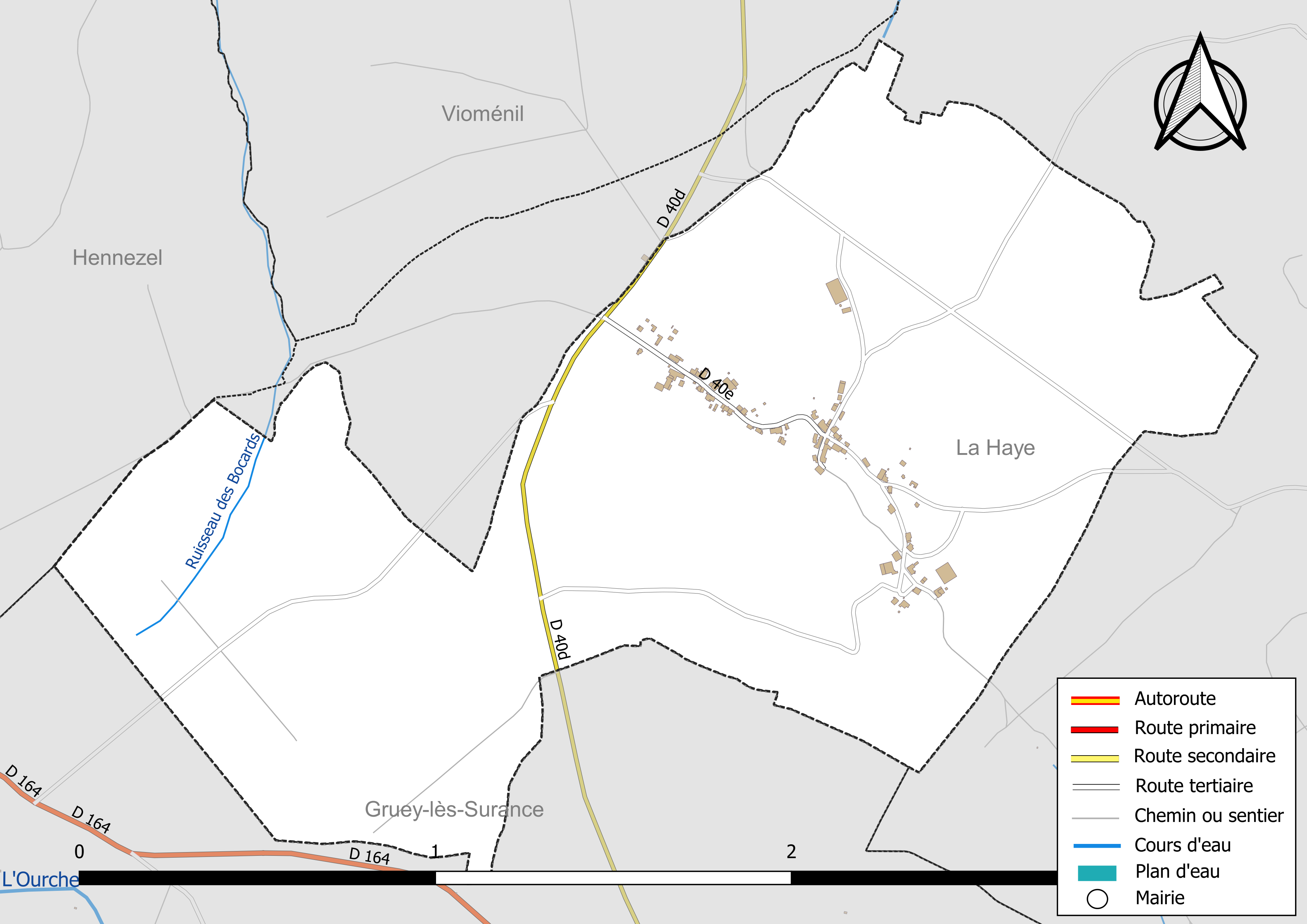
Réseaux hydrographique et routier de Grandrupt-de-Bains.

La qualité des eaux de baignade et des cours d’eau peut être consultée sur un site dédié géré par les agences de l’eau et l’Agence française pour la biodiversité.

### Climat
Pour des articles plus généraux, voir Climat du Grand Est et [[:Climat du département des Vosges]].
En 2010, le climat de la commune est de type climat de montagne, selon une étude du Centre national de la recherche scientifique s'appuyant sur une série de données couvrant la période 1971-2000. En 2020, Météo-France publie une typologie des climats de la France métropolitaine dans laquelle la commune est exposée à un climat semi-continental et est dans la région climatique  Lorraine, plateau de Langres, Morvan, caractérisée par un hiver rude (1,5 °C), des vents modérés et des brouillards fréquents en automne et hiver. 
Pour la période 1971-2000, la température annuelle moyenne est de 9,3 °C, avec une amplitude thermique annuelle de 17,2 °C. Le cumul annuel moyen de précipitations est de 1 145 mm, avec 13,5 jours de précipitations en janvier et 9,9 jours en juillet. Pour la période 1991-2020, la température moyenne annuelle observée sur la station météorologique de Météo-France la plus proche, « Bains », sur la commune de La Vôge-les-Bains à 9 km à vol d'oiseau, est de 10,5 °C et le cumul annuel moyen de précipitations est de 1 356,7 mm. 
La température maximale relevée sur cette station est de 40,8 °C, atteinte le 25 juillet 2019 ; la température minimale est de −21,4 °C, atteinte le 24 décembre 2001,,. 
Les paramètres climatiques de la commune ont été estimés pour le milieu du siècle (2041-2070) selon différents scénarios d'émission de gaz à effet de serre à partir des nouvelles projections climatiques de référence DRIAS-2020. Ils sont consultables sur un site dédié publié par Météo-France en novembre 2022.

## Urbanisme

### Typologie
Au 1er janvier 2024, Grandrupt-de-Bains est catégorisée commune rurale à habitat dispersé, selon la nouvelle grille communale de densité à sept niveaux définie par l'Insee en 2022.
Elle est située hors unité urbaine et hors attraction des villes,.

### Occupation des sols
L'occupation des sols de la commune, telle qu'elle ressort de la base de données européenne d’occupation biophysique des sols Corine Land Cover (CLC), est marquée par l'importance des territoires agricoles (57,6 % en 2018), une proportion sensiblement équivalente à celle de 1990 (57,9 %). La répartition détaillée en 2018 est la suivante : 
prairies (53,7 %), forêts (34,8 %), zones urbanisées (7,5 %), terres arables (3,8 %), zones agricoles hétérogènes (0,2 %). L'évolution de l’occupation des sols de la commune et de ses infrastructures peut être observée sur les différentes représentations cartographiques du territoire : la carte de Cassini (XVIIIe siècle), la carte d'état-major (1820-1866) et les cartes ou photos aériennes de l'IGN pour la période actuelle (1950 à aujourd'hui).

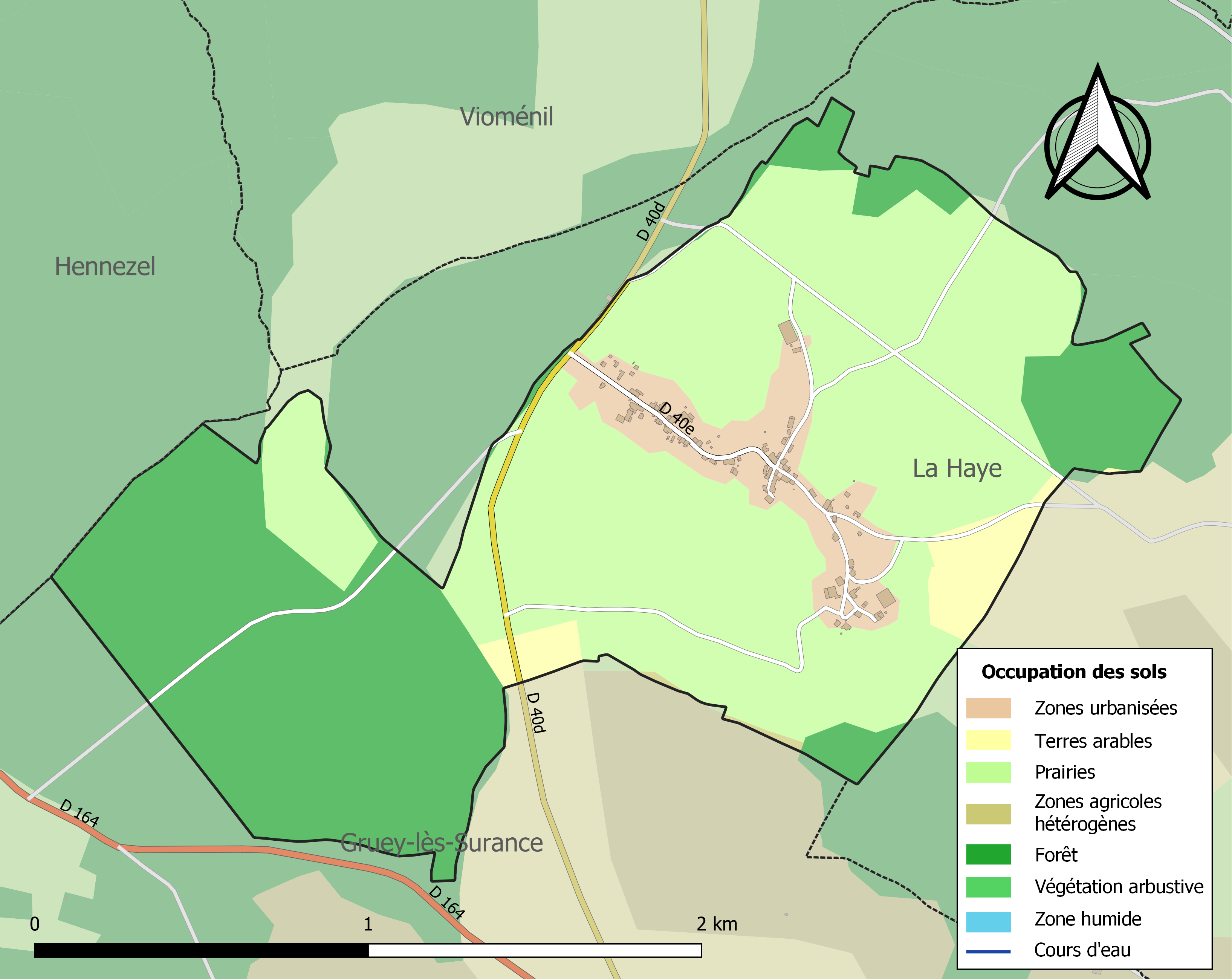
Carte des infrastructures et de l'occupation des sols de la commune en 2018 (CLC).

## Toponymie
Le nom de la localité est attesté sous la forme Grand Rupt (1611).

Son toponyme est issu de l,adjectif, de l,oil, grant et ru qui signifie « grand ruisseau ».
L'appellation de Grandrupt-de-Bains a été prescrite par décret du 22 mai 1867.

Le village est situé dans l'arrondissement d'Épinal, canton de Bains-les-Bains, « les-Bains » est un suffixe utilisé en français (de manière parfois officielle, parfois seulement touristique) pour les toponymes de certaines localités, généralement parce qu'elles accueillent une station thermale ou balnéaire.

## Histoire
Le village appartenait à la Franche-Comté, bailliage de Vesoul, terre de Vauvillers, et dépendait de la paroisse d'Harsault. Il faisait partie des terres de surséance. 
L'église paroissiale est dédiée à saint Nicolas. Elle a été construite en 1864. 
La mairie et les écoles ont été construites en 1870.
La principale activité encore présente à la fin du XIXe siècle était le commerce du verre.
La forêt de Grandrupt a abrité un maquis : le maquis de Grandrupt. Il a été attaqué par un groupe de S.S. le 7 septembre 1944. Les maquisards se rendirent pour éviter la destruction des villages de Grandrupt et de Vioménil. Les Allemands avaient d'ailleurs rassemblées les populations de Grandrupt dans l'église Saint-Nicolas et menaçaient les brûler. Deux cent vingt-trois maquisards furent déportés, en grande partie vers le Camp de concentration de Dachau, dont cent seize ne revinrent jamais.

## Politique et administration

### Budget et fiscalité 2022

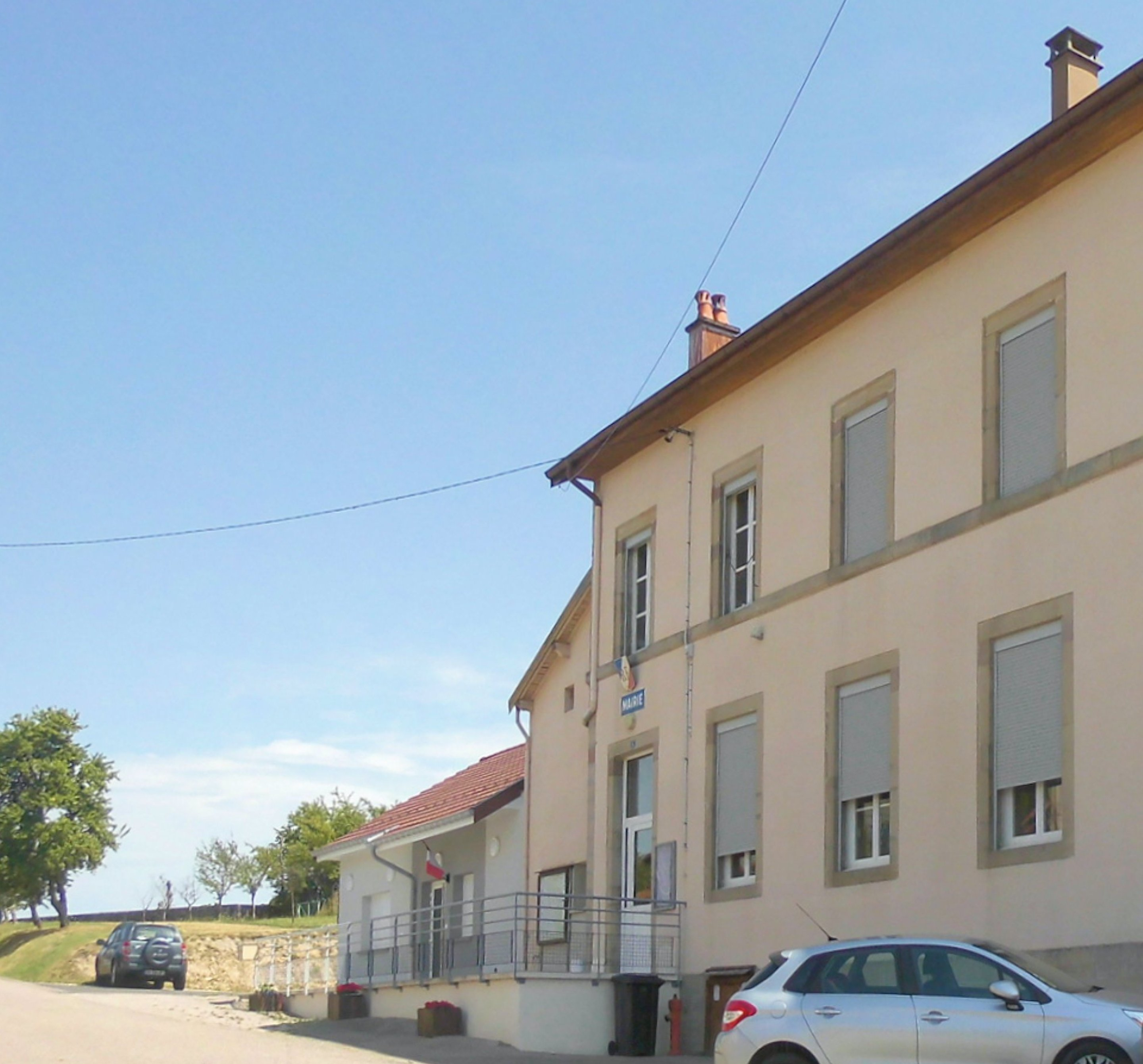
La mairie.

En 2022, le budget de la commune était constitué ainsi :
- total des produits de fonctionnement : 124 000 €, soit 1 547 € par habitant ;
- total des charges de fonctionnement : 71 000 €, soit 889 € par habitant ;
- total des ressources d'investissement : 48 000 €, soit 605 € par habitant ;
- total des emplois d'investissement : 10 000 €, soit 122 € par habitant ;
- endettement : 31 000 €, soit 383 € par habitant.

Avec les taux de fiscalité suivants :
- taxe d'habitation : 7,92 % ;
- taxe foncière sur les propriétés bâties : 36,26 % ;
- taxe foncière sur les propriétés non bâties : 17,84 % ;
- taxe additionnelle à la taxe foncière sur les propriétés non bâties : 0,00 % ;
- cotisation foncière des entreprises : 0,00 %.

Chiffres clés Revenus et pauvreté des ménages en 2021 : médiane en 2021 du revenu disponible, par unité de consommation.

## Économie

### Entreprises et commerces

#### Agriculture
- Exploitation forestière. La forêt représente une part non négligeable de l'économie de la commune.
- Culture de fruits à pépins et à noyau.
- Culture et élevage associés.

#### Tourisme
- Hébergements et restauration à Claudon, Bains-les-Bains, Xertigny, Dombasle-devant-Darney.

#### Commerces
- Commerces et services de proximité.

### Liste des maires
| Période                                  | Période                       | Identité                  | Étiquette | Qualité |
| ---------------------------------------- | ----------------------------- | ------------------------- | --------- | ------- |
| Les données manquantes sont à compléter. |                               |                           |           |         |
| 1978                                     | mars 2001                     | Claude Thomas (1930-2008) |           |         |
| mars 2001                                | En cours (au 18 février 2015) | Francis Didier            |           |         |

## Population et société

### Démographie

#### Évolution démographique
L'évolution du nombre d'habitants est connue à travers les recensements de la population effectués dans la commune depuis 1793. Pour les communes de moins de 10 000 habitants, une enquête de recensement portant sur toute la population est réalisée tous les cinq ans, les populations de référence des années intermédiaires étant quant à elles estimées par interpolation ou extrapolation. Pour la commune, le premier recensement exhaustif entrant dans le cadre du nouveau dispositif a été réalisé en 2004.

En 2022, la commune comptait 70 habitants, en évolution de −16,67 % par rapport à 2016 (Vosges : −2,96 %, France hors Mayotte : +2,11 %).
| 1793 | 1800 | 1806 | 1821 | 1831 | 1836 | 1841 | 1846 | 1856 |
| ---- | ---- | ---- | ---- | ---- | ---- | ---- | ---- | ---- |
| 312  | 311  | 334  | 402  | 445  | 417  | 413  | 400  | 361  |

| 1861 | 1866 | 1876 | 1881 | 1886 | 1891 | 1896 | 1901 | 1906 |
| ---- | ---- | ---- | ---- | ---- | ---- | ---- | ---- | ---- |
| 374  | 363  | 322  | 311  | 269  | 292  | 264  | 233  | 237  |

| 1911 | 1921 | 1926 | 1931 | 1936 | 1946 | 1954 | 1962 | 1968 |
| ---- | ---- | ---- | ---- | ---- | ---- | ---- | ---- | ---- |
| 218  | 182  | 156  | 148  | 147  | 138  | 120  | 119  | 104  |

| 1975 | 1982 | 1990 | 1999 | 2004 | 2006 | 2009 | 2014 | 2019 |
| ---- | ---- | ---- | ---- | ---- | ---- | ---- | ---- | ---- |
| 81   | 81   | 73   | 90   | 78   | 76   | 85   | 84   | 76   |

| 2022 | - | - | - | - | - | - | - | - |
| ---- | - | - | - | - | - | - | - | - |
| 70   | - | - | - | - | - | - | - | - |

### Enseignement
Établissements d'enseignements : 
- Écoles maternelles et primaires à Hennezel, Escles, Charmois-l'Orgueilleux, La Vôge-les-Bains, Lerrain.
- Collèges à La Vôge-les-Bains, Monthureux-sur-Saône, Vauvillers, Xertigny, Dompaire.
- Lycées à La Vôge-les-Bains, Harol, Saint-Loup-sur-Semouse, Épinal.

### Santé
Professionnels et établissements de santé :
- Médecins à Charmois-l'Orgueilleux, Lerrain, Bains-les-Bains, Darney.
- Pharmacies à Hennezel, Lerrain, Bains-les-Bains, Darney, Fontenoy-le-Château.
- Hôpitaux à Ville-sur-Illon, Xertigny, Vittel.

### Cultes
- Culte catholique, Paroisse Saint-Colomban-en-Vôge[24], Diocèse de Saint-Dié.

## Lieux et monuments

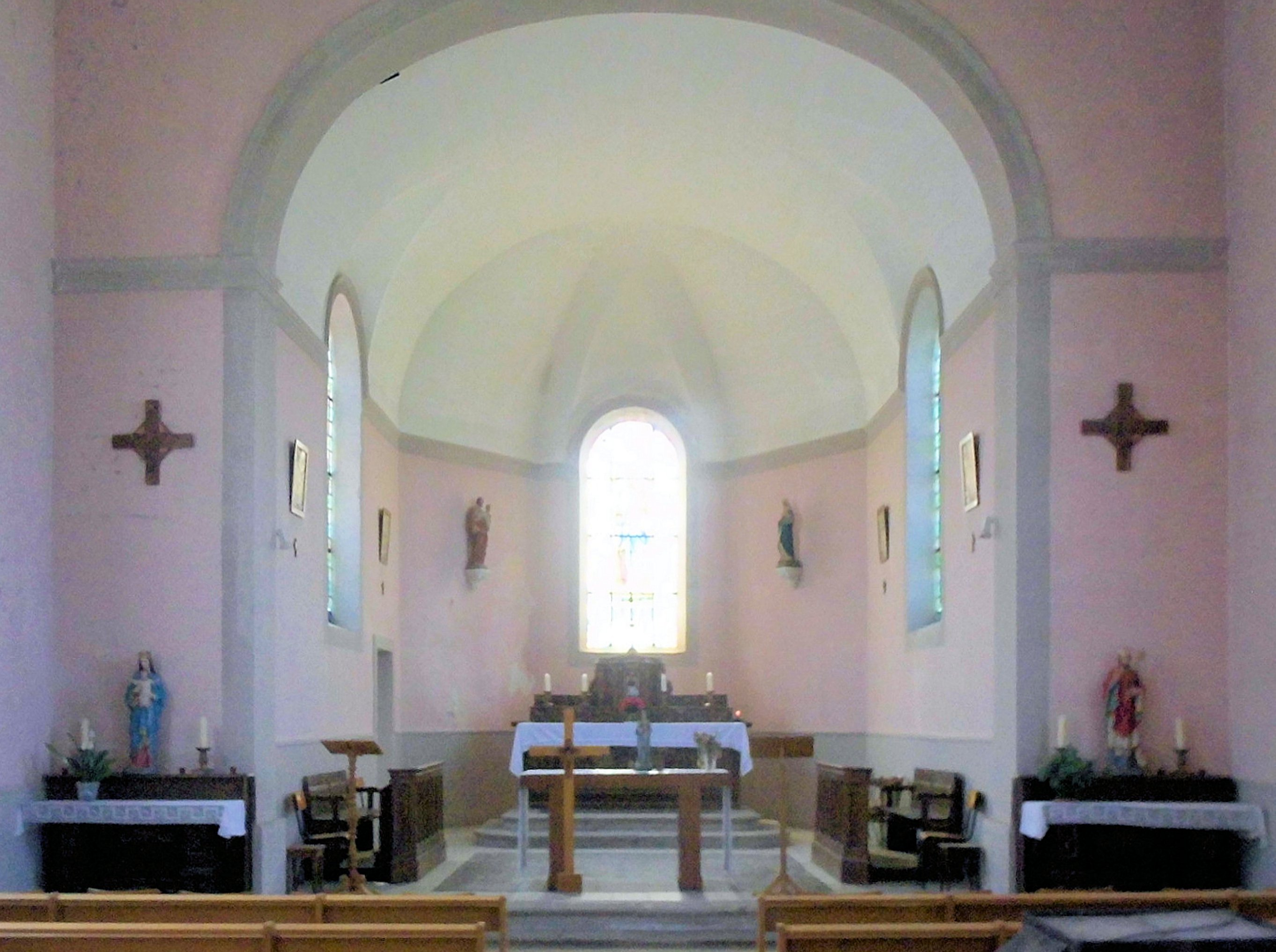
L'intérieur d'église Saint-Nicolas.
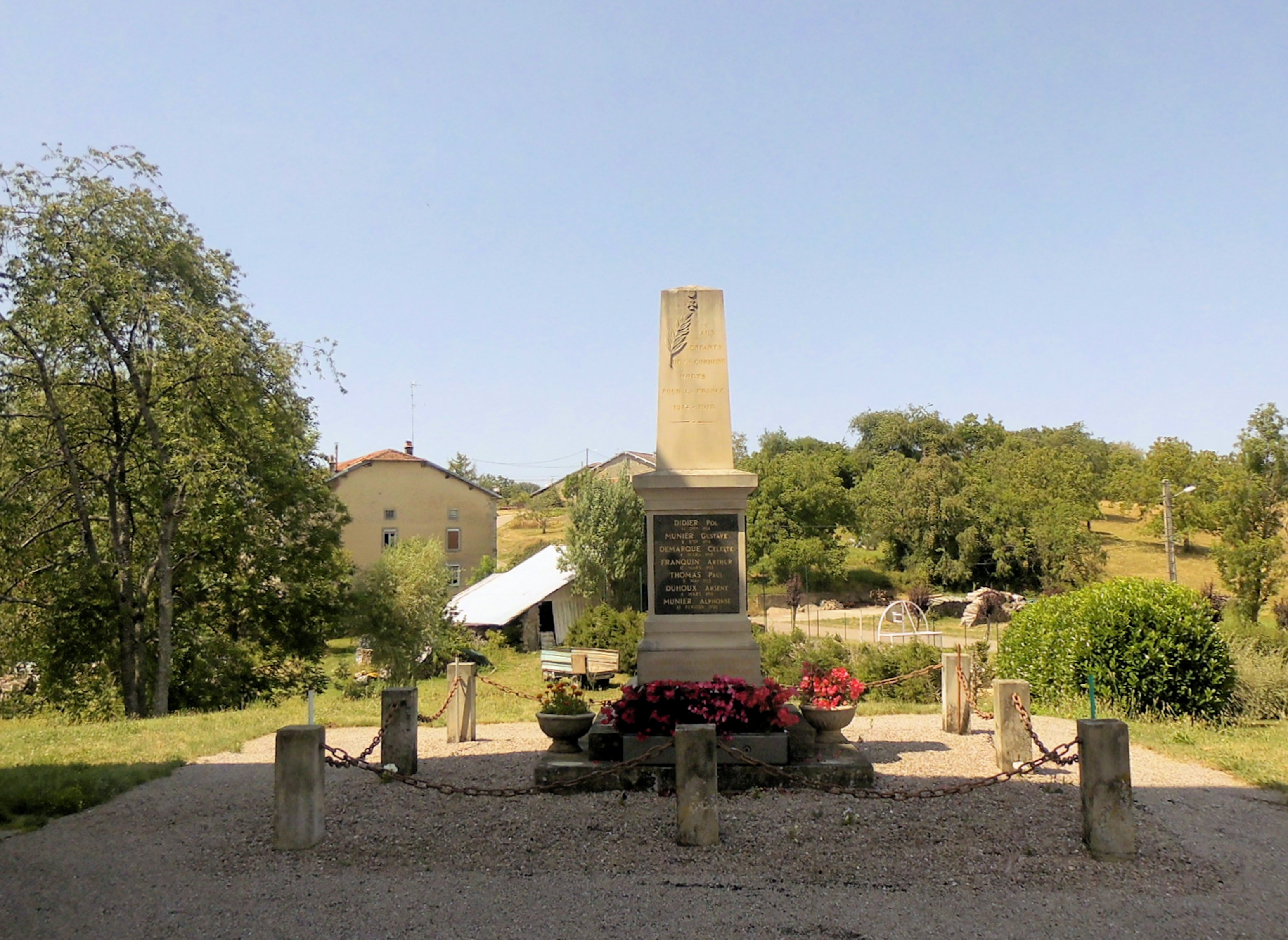
Le monument aux morts.
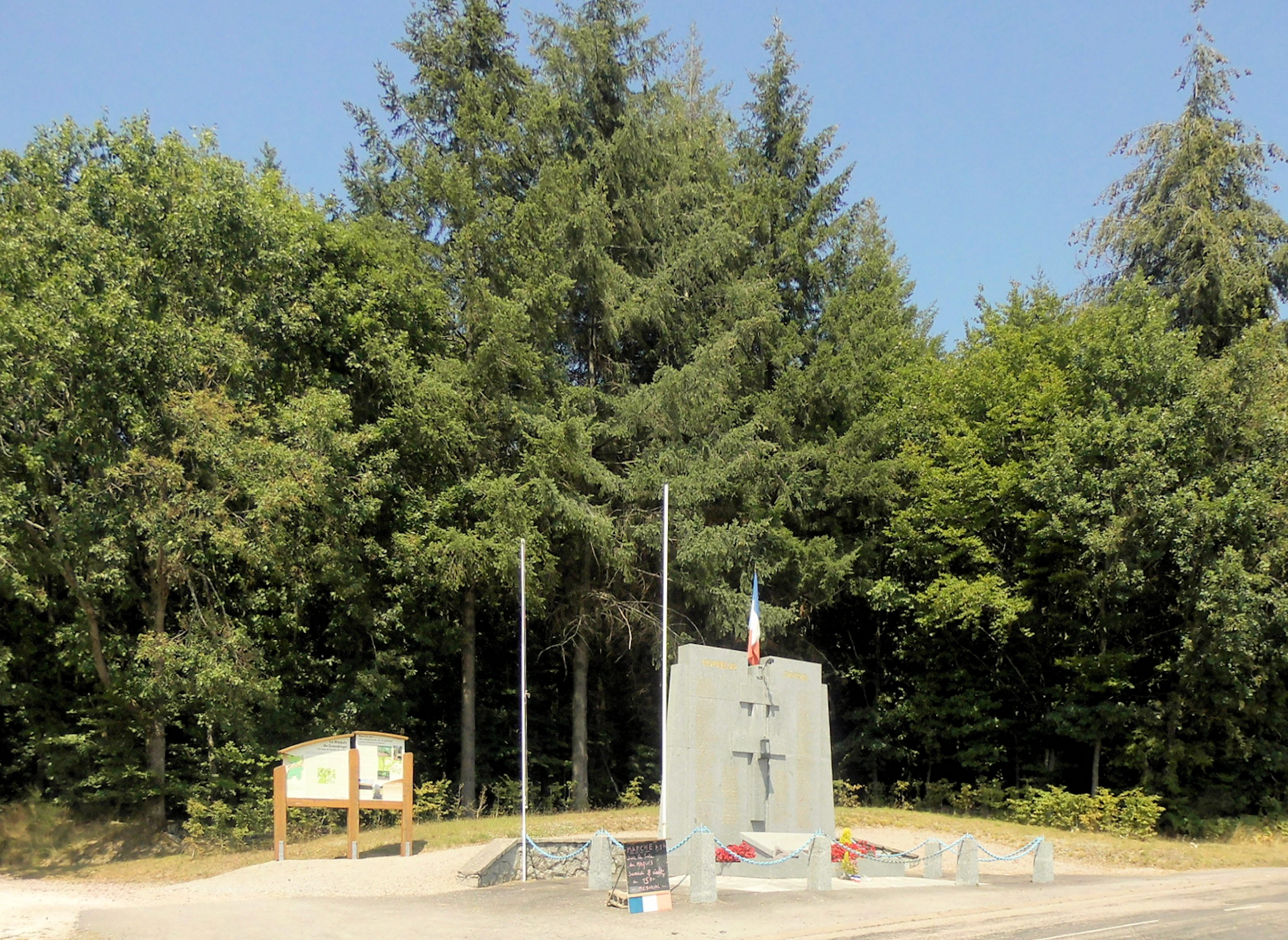
Le mémorial du Maquis.

- Église Saint-Nicolas du XIXe siècle.
- Monuments commémoratifs :
  - monument du maquis de Grandrupt-de-Bains[25] ;
  - monument aux morts[26].
- Bornes frontalières d'Ancien Régime en série[27].
- Bornes frontalières et forestières[28].
- Une enquête thématique régionale (architecture rurale de Lorraine: Vôge méridionale) a été réalisée par le service régional de l'inventaire : fermes et maisons d'ouvrier[29].

## Culture
La Grange aux chouettes, une ancienne grange de ferme, reçoit chaque année, notamment avant Noël, des expositions d'artistes, d'artisans.
Un circuit touristique intitulé "Dans les pas des Maquisards de Grandrupt" existe pour commémorer le maquis de Grandrupt-de-Bains et son histoire.

## Personnalités liées à la commune
- Eugène Rouhier, Docteur en médecine[32].

## Pour approfondir